# Eduardo Saverin
Eduardo Luiz Saverin (ur. 19 marca 1982 w São Paulo w Brazylii) – jest jednym ze współzałożycieli portalu społecznościowego Facebook.

## Życiorys
Urodził się w São Paulo, w żydowskiej rodzinie. W połowie lat 90. przeniósł się do Miami. Saverin studiował ekonomię na Uniwersytecie Harvarda, gdzie otrzymał dyplom w 2006 roku.
Podczas pierwszego roku studiów Eduardo spotkał Marka Zuckerberga. Podczas drugiego roku, razem zostali współzałożycielami portalu Facebook. Saverin miał być dyrektorem finansowym i menedżerem firmy.

## Procesy sądowe
W ciągu następnych lat pomiędzy Zuckerbergiem a Saverinem wielokrotnie dochodziło do sporów. Saverin pozwał Zuckerberga do sądu po tym, jak ten obniżył jego udziały w Facebooku. W jednym z późniejszych procesów zdobył prawo, aby jego nazwisko było wymieniane wśród innych twórców strony.